# Georgius Jacobus Johannes van Os

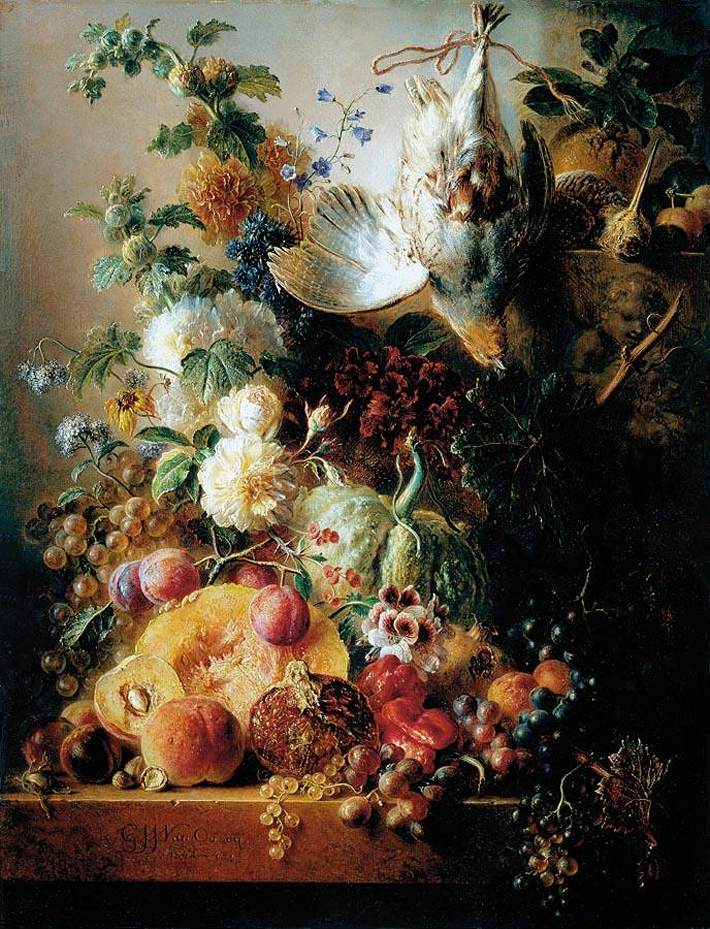
Stilleven, 1842-1843

Georgius Jacobus Johannes van Os (ook 'George', Den Haag, 20 november 1782 – Parijs, 24 juli 1861) was een Nederlands kunstschilder. Hij was een zoon van Jan van Os (1744-1808) en Susanna de la Croix, en een broer van de schilders Pieter Gerardus van Os (1776-1839) en Maria Margaretha van Os (1779-1862).
Van Os kreeg les van zijn vader. Hij werkte van 1816 tot 1820 in Amsterdam. In 1822 trok hij naar Parijs, waar hij werkte voor de porseleinfabriek in Sèvres.
Hij schilderde landschappen, maar werd, evenals zijn vader, vooral bekend als schilder van bloemstukken. In 1809 won hij de eerste prijs van het genootschap Felix Meritis in Amsterdam voor een aquarel van een stilleven, waarna hij zich voornamelijk hieraan wijdde.